# Vuelta al Táchira 1967
La 2ª edición de la Vuelta al Táchira se disputó desde el 08 hasta el 14 de enero de 1967.
Perteneció al calendario de la Federación Venezolana de Ciclismo. El recorrido contó con 7 etapas y 889 km, transitando por los estados Barinas, Mérida y Táchira.
El ganador fue el colombiano Gustavo Rincón del equipo Selección de Cundinamarca, quien fue escoltado en el podio por Severo Hernández y Jairo Cruz.
Las clasificaciones secundarias fueron; Severo Hernández la montaña, el sprints para Raúl Acosta, y la clasificación por equipos la ganó Selección de Cundinamarca.

## Equipos participantes
Participaron varios equipos conformados por entre 6 y 8 corredores, con equipos de Venezuela y Colombia.
| - Selección de Táchira - Selección de Táchira B - Selección de Trujillo - Selección de Mérida - Selección de Zulia | - Selección de Antioquía - Selección de Cundinamarca - Selección de Santander - Selección de Norte de Santander |

## Etapas
| Etapa | Fecha       | Recorrido                 | Km  | Ganador            | Lider            |
| 1ª    | 8 de enero  | Circuito en San Cristóbal | 120 | Severo Hernández   | Severo Hernández |
| 2ª    | 9 de enero  | Santa Bárbara - Barinas   | 150 | Vicencio Rivas     | Vicencio Rivas   |
| 3ª    | 10 de enero | Barinas - Mérida          | 174 | Gustavo Rincón     | Gustavo Rincón   |
| 4ª    | 11 de enero | Mérida - Morotuto         | 158 | Guillermo Cárdenas | Gustavo Rincón   |
| 5ª    | 12 de enero | Morotuto - La Grita       | 62  | Gliserio Penagos   | Gustavo Rincón   |
| 6ª    | 13 de enero | La Grita - Rubio          | 130 | Jairo Cruz         | Gustavo Rincón   |
| 7ª    | 14 de enero | Rubio - San Cristóbal     | 95  | Raúl Acosta        | Gustavo Rincón   |

## Clasificaciones

### Clasificación general
| Posición | Ciclista           | Equipo                          | Tiempo     |
|          | Gustavo Rincón     | Selección de Cundinamarca       | 31:48:16   |
| 2º       | Severo Hernández   | Selección de Santander          | + 00:12:34 |
| 3º       | Jairo Cruz         | Selección de Cundinamarca       | + 00:17:21 |
| 4º       | Glicerio Penagos   | Selección de Cundinamarca       | + 00:18:22 |
| 5º       | Álvaro Palomino    | Selección de Santander          | + 00:22:10 |
| 6º       | Raúl Acosta        | Selección de Cundinamarca       | + 00:28:07 |
| 7º       | Ramón Abril        | Selección de Santander          | + 00:47:40 |
| 8º       | Guillermo Cárdenas | Selección de Táchira            | + 02:33:09 |
| 9º       | Eli Montañez       | Selección de Norte de Santander | + 00:55:48 |
| 10º      | Emilio González    | Selección de Norte de Santander | + 01:08:50 |

### Clasificación por puntos
| Posición | Ciclista     | Equipo       | Puntos |
|          | Bandera de ? | Bandera de ? |        |
| 2°       | Bandera de ? | Bandera de ? |        |
| 3°       | Bandera de ? | Bandera de ? |        |

### Clasificación de la montaña
| Posición | Ciclista         | Equipo                    | Puntos |
|          | Severo Hernández | Selección de Santander    | 36     |
| 2°       | Gustavo Rincón   | Selección de Cundinamarca | 24     |
| 3°       | Ramón Abril      | Selección de Santander    | 24     |

### Clasificación de los sprints
| Posición | Ciclista         | Equipo                    | Puntos |
|          | Raúl Acosta      | Selección de Cundinamarca | 56     |
| 2°       | Vicencio Rivas   | Selección de Trujillo     | 30     |
| 3°       | Glicerio Penagos | Selección de Cundinamarca | 30     |

### Clasificación sub-23
| Posición | Ciclista     | Equipo       | Tiempo |
|          | Bandera de ? | Bandera de ? |        |
| 2°       | Bandera de ? | Bandera de ? |        |
| 3°       | Bandera de ? | Bandera de ? |        |

### Clasificación por equipos
| Posición | Equipo                          | Tiempo       |
|          | Selección de Cundinamarca       | Bandera de ? |
| 2°       | Selección de Santander          | Bandera de ? |
| 3°       | Selección de Norte de Santander | Bandera de ? |